# Nathan Redmond
Nathan Daniel Jerome Redmond, né le 6 mars 1994 à Birmingham, est un footballeur international anglais qui évolue au poste d'attaquant.

## Biographie

### En club
Nathan Redmond commence le football sous les couleurs de Birmingham City, le second club de sa ville natale, derrière Aston Villa. 
Après avoir gravi tous les échelons de l’Academy des Blues, il fait ses débuts professionnels avec son club formateur en août 2010 à l’occasion d’un match de coupe de la ligue 2009-2010 contre Rochdale, devenant ainsi le deuxième joueur le plus jeune à porter le maillot du club, à l’âge de 16 ans et 173 jours (derrière Trevor Francis).
Quelques mois plus tôt, à 16 ans et 56 jours, il est sur le banc de Birmingham à l’occasion du dernier match de la saison 2009-2010 mais il n’entre pas en jeu.
Redmond signe son premier contrat professionnel en mars 2011 alors qu’il vient tout juste de fêter ses 17 ans.
Après avoir participé à la Coupe du monde U17 2011 avec l’équipe nationale d’Angleterre, il intègre le groupe professionnel de Birmingham grâce à la confiance de Chris Hughton, le nouvel entraîneur du club, relégué en Championship.
Malgré la relégation de Birmingham City de la Premier League, le club participe à la Ligue Europa à la suite de sa victoire en League Cup en 2011. Au cours de cette compétition Redmond participe à cinq matchs dans lesquels il inscrit un but.
C’est d’ailleurs dans cette compétition qu'il fait ses grands débuts en tant que titulaire avec Birmingham City à l’occasion du tour préliminaire contre le CD Nacional.
Le 4 juillet 2013, il rejoint Norwich City. Après trois saisons sous le maillot des Canaries durant lesquelles il prend part à 123 matchs (13 buts), il s'engage pour cinq ans avec Southampton le 25 juin 2016.

### En sélection
Avec les moins de 16 ans il participe à sept matchs dans lesquels il inscrit un but, il remporte le bouclier de la victoire en 2009 et il est finaliste du Tournoi de Montaigu en 2010. Avec les moins de 17 ans, il participe à 19 matchs dans lesquels il inscrit deux buts. Il remporte le tournoi nordique en 2010 et fait partie de l'équipe d'Angleterre qui se qualifie pour le Championnat d'Europe de football des moins de 17 ans 2011 dans lequel il atteint les demi-finales. Avec les moins de 19 ans, il participe à quatre matchs et inscrit un but. Avec cette même équipe, il atteint les demi-finales au Championnat d'Europe de football des moins de 19 ans 2012.
Le 22 mars 2017, Redmond honore sa première sélection avec l'équipe d'Angleterre lors d'un match amical face à l'Allemagne (défaite 1-0).

## Palmarès

### En club
- Southampton FC
  - Finaliste de la Coupe de la Ligue anglaise en 2017.

### En sélection
- Angleterre espoirs
  - Vainqueur du Tournoi de Toulon en 2016.